# 中国驻土耳其大使列表
本列表为中華民國和中華人民共和國驻土耳其历任大使名录。

## 历任中国驻土耳其大使

### 中华民国驻土耳其公使（1934年－1945年）
1934年，中华民国开始派遣驻土耳其公使。1945年1月1日，驻土耳其公使馆升格为大使馆。
| 姓名   | 任命           | 到任          | 递交国书       | 免职          | 离任           | 外交衔级 | 外交职务     | 备注 | 备注 |
| ------ | -------------- | ------------- | -------------- | ------------- | -------------- | -------- | ------------ | ---- | ---- |
| 贺耀组 | 1934年11月16日 | 1935年5月9日  | 1935年5月16日  | 1937年6月30日 |                | 公使     | 特命全权公使 |      |      |
| 童德   | 1937年6月19日  | 1938年4月4日  |                |               | 1940年10月11日 |          | 临时代办     |      |      |
| 张彭春 | 1940年5月4日   | 1940年10月7日 | 1940年10月11日 | 1942年5月30日 | 1942年6月5日   | 公使     | 特命全权公使 |      |      |
| 邹尚友 | 1942年5月30日  | 1942年7月20日 |                |               | 1945年3月27日  | 公使     | 特命全权公使 |      |      |

### 中华民国驻土耳其大使（1945年－1971年）
1945年1月1日，中华民国驻土耳其公使馆升格为大使馆后，改派驻土耳其大使。1971年8月5日，中华民国与土耳其断交，大使館改名為駐安卡拉台北經濟文化代表團。
| 姓名   | 任命           | 到任           | 递交国书       | 免职           | 离任           | 外交衔级       | 外交职务     | 备注                  | 备注 |
| ------ | -------------- | -------------- | -------------- | -------------- | -------------- | -------------- | ------------ | --------------------- | ---- |
| 邹尚友 | 1945年1月1日   | 1945年1月1日   |                |                | 1945年3月27日  | 公使           | 临时代办     |                       |      |
| 徐谟   | 1944年11月28日 | 1945年3月30日  | 1945年4月2日   | 1946年3月12日  | 1946年3月18日  | 大使           | 特命全权大使 |                       |      |
| 邱祖铭 |                | 1946年3月18日  |                |                | 1947年6月5日   | 参事衔一等秘书 | 临时代办     |                       |      |
| 李迪俊 | 1947年3月12日  | 1947年6月9日   | 1947年6月16日  | 1957年1月30日  | 1957年3月13日  | 大使           | 特命全权大使 |                       |      |
| 邵毓麟 | 1957年1月30日  | 1957年4月20日  | 1957年5月7日   | 1964年10月15日 | 1964年10月19日 | 大使           | 特命全权大使 |                       |      |
| 袁子健 | 1964年10月14日 | 1964年11月20日 | 1964年11月30日 | 1967年2月21日  | 1967年3月18日  | 大使           | 特命全权大使 |                       |      |
| 保君建 | 1967年2月21日  | 1967年4月25日  | 1967年5月22日  |                | 1970年3月10日  | 大使           | 特命全权大使 | 同年3月18日在伦敦病逝 |      |
| 黎玉璽 | 1970年6月18日  | 1970年6月22日  | 1970年6月25日  |                | 1971年8月4日   | 大使           | 特命全权大使 |                       |      |

### 中华人民共和国驻土耳其大使（1972年至今）
1971年8月4日，中华人民共和国与土耳其建交，开始派遣驻土耳其大使。
| 姓名   | 任命           | 任命           | 到任           | 递交国书       | 免职           | 免职           | 离任           | 外交衔级 | 外交职务     | 备注 |
| 姓名   | 全国人大常委会 | 主席           | 到任           | 递交国书       | 全国人大常委会 | 主席           | 离任           | 外交衔级 | 外交职务     | 备注 |
| ------ | -------------- | -------------- | -------------- | -------------- | -------------- | -------------- | -------------- | -------- | ------------ | ---- |
| 刘春   | 不適用         | 不適用         | 1972年5月12日  | 1972年5月26日  | 1976年12月2日  | 不適用         | 1976年3月18日  | 大使     | 特命全权大使 |      |
| 卫永清 | 1976年12月2日  | 不適用         | 1976年5月29日  | 1976年6月29日  | 1979年2月23日  | 不適用         | 1978年9月23日  | 大使     | 特命全权大使 |      |
| 王越毅 | 1979年2月23日  | 不適用         | 1979年3月17日  | 1979年3月20日  |                | 不適用         | 1981年10月23日 | 大使     | 特命全权大使 |      |
| 周觉   | 1981年9月10日  | 不適用         | 1981年12月     | 1982年1月5日   | 1984年9月20日  | 1984年12月14日 | 1984年10月16日 | 大使     | 特命全权大使 |      |
| 詹世亮 | 1984年9月20日  | 1984年12月14日 | 1984年12月     | 1984年12月28日 | 1987年6月23日  | 1987年9月9日   | 1987年8月      | 大使     | 特命全权大使 |      |
| 刘华   | 1987年6月23日  | 1987年9月9日   | 1987年8月      | 1987年9月11日  | 1991年9月4日   | 1991年11月9日  | 1991年10月31日 | 大使     | 特命全权大使 |      |
| 胡昌林 | 1991年9月4日   | 1991年11月9日  | 1991年12月     | 1991年12月17日 | 1995年5月10日  | 1995年7月11日  | 1995年5月      | 大使     | 特命全权大使 |      |
| 吴克明 | 1995年5月10日  | 1995年7月11日  | 1995年7月24日  | 1995年8月7日   | 1997年5月9日   | 1997年8月4日   | 1997年7月      | 大使     | 特命全权大使 |      |
| 姚匡乙 | 1997年5月9日   | 1997年8月4日   | 1997年8月      | 1997年9月12日  |                | 2003年8月25日  | 2003年8月      | 大使     | 特命全权大使 |      |
| 宋爱国 |                | 2003年8月25日  | 2003年8月      |                | 2006年8月27日  | 2006年12月15日 | 2006年10月     | 大使     | 特命全权大使 |      |
| 孙国祥 | 2006年8月27日  | 2006年12月15日 | 2006年11月21日 | 2006年12月7日  | 2008年6月26日  | 2008年11月6日  | 2008年9月      | 大使     | 特命全权大使 |      |
| 宫小生 | 2008年6月26日  | 2008年11月6日  | 2008年10月     | 2008年11月25日 | 2014年2月27日  | 2014年7月1日   | 2014年6月      | 大使     | 特命全权大使 |      |
| 郁红阳 | 2014年2月27日  | 2014年7月1日   | 2014年7月1日   | 2014年7月10日  | 2018年10月26日 | 2019年2月3日   | 2018年12月     | 大使     | 特命全权大使 |      |
| 邓励   | 2018年10月26日 | 2019年2月3日   | 2019年1月26日  | 2019年2月7日   | 2020年5月18日  | 2020年11月5日  | 2020年8月      | 大使     | 特命全权大使 |      |
| 刘少宾 | 2020年8月11日  | 2020年11月5日  | 2020年10月29日 | 2020年12月15日 |                | 2025年1月9日   | 2024年12月14日 | 大使     | 特命全权大使 |      |
| 姜学斌 |                | 2025年1月9日   | 2025年1月5日   | 2025年3月19日  | 现任           |                |                | 大使     | 特命全权大使 |      |